# Odontosia nordlandica
Odontosia nordlandica är en fjärilsart som beskrevs av Embrik Strand 1907. Odontosia nordlandica ingår i släktet Odontosia och familjen tandspinnare. Inga underarter finns listade i Catalogue of Life.